# Microsoft Access
Microsoft Access es un sistema de gestión de bases de datos incluido en las ediciones profesionales de la suite Microsoft Office. Es el sucesor de Embedded Basic.
Access es un gestor de datos que utiliza los conceptos de bases de datos relacionales y pueden manejarse por medio de consultas e informes. Está adaptado para recopilar datos de otras utilidades como Excel, SharePoint, etc.
La aplicación permite recopilar información relativa a un asunto o propósito particular, como el seguimiento de pedidos de clientes o el mantenimiento de una colección de música, videojuegos, huso horario, etc.
Muy sencillo de utilizar, es un programa con una base de datos que se utiliza para guardar información importante en diferentes casos.

## Historia
Fue llamado EB ("Embedded Basic"), nombre que se utilizaría en la mayoría de software Microsoft hasta la llegada de VBA. También se buscaba que Omega funcionara como front-end para Microsoft SQL Server. Omega requería una enorme cantidad de recursos de los procesadores 386 disponibles en la época para usos comerciales, retrasando su llegada desde el primer cuatrimestre de 1990 hasta enero de 1991. Más tarde, partes del proyecto fueron utilizados para otros proyectos de Microsoft. Cirrus (nombre clave para Access) y Thunder (nombre clave para Visual Basic, en el que se utilizó el motor Embedded Basic). Tras el adelanto de Access, Omega, fue demostrado ante varios periodistas en 1992 y Access presentaba funciones que no tenía.
Después de la cancelación de Omega, algunos de sus desarrolladores fueron asignados al proyecto Cirrus (la mayoría fue a parar al equipo creador de Visual Basic). Su meta era crear un competidor de productos como dBase y Paradox en el entorno Windows. El proyecto pareció condenado con la compra de FoxPro (una app de base de datos completamente diferente a Access) por parte de Microsoft, pero la compañía decidió continuar con el desarrollo de Cirrus. Al principio se asumió que el producto usaría el motor Extensible Storage Engine (Jet Blue) pero al final fue reemplazado por otro motor llamado Microsoft Jet Database Engine (Jet Red). El proyecto usó partes del código escrito para Omega y una versión pre-publicada de Visual Basic. En julio de 1992, llegó la versión final con el nombre de Access que continúa hasta el momento..

## Requisitos para versiones

### Requisitos de hardware
- Un equipo personal o multimedia con un microprocesador intel 486 o superior.
- 8 megabytes (MB) de memoria de acceso aleatorio (RAM) para que se ejecute en Microsoft Windows 95 y Windows 98 o 16 MB de memoria RAM para ejecutar en Microsoft Windows NT y Microsoft Windows 2000. Puede que tenga más memoria para ejecutar más aplicaciones simultáneamente.
- Unidad de CD-ROM o unidad de disco de 3,5 pulgadas de alta densidad. Si desea recibir Microsoft Access 97 en discos de 3,5 pulgadas, deberá canjear un cupón adjunto en la versión en CD-ROM.
- Resolución VGA o adaptador de vídeo superior (Super VGA (SVGA) se recomienda 256 colores).
- Microsoft Mouse, Microsoft IntelliMouse o dispositivo señalador compatible.

### Espacio en disco duro
Los requisitos de espacio de disco duro siguientes son aproximados:
- 44 MB para una instalación típica
- 60 MB para una instalación personalizada con todas las opciones
- 32 MB para ejecutar desde CD-ROM de instalación

### Requisitos para usos adicionales
Módem de 9600 baudios o superior (14400 baudios o superior, es lo recomendable).
Si piensa crear páginas Web dinámicas, la característica "Publicar en el Web" requiere software de Internet Information Server (IIS) o Microsoft Personal Web Server para Windows 95 en el equipo donde residen las páginas Web. Esto no tiene que ser el mismo equipo donde se utiliza Microsoft Access 97 para crear las páginas Web.

## Requisitos de la versión 2013
- Procesador de x32 o x64 bits a 1 GHz o más rápido con instrucciones SSE2.
- Memoria RAM de 1 GB (Windows de 32 bits) o 2 GB (Windows de 64 bits).
- 5 Gb de los discos

## Requisitos para la última versión
| Procesador                         | Procesador de 2 núcleos a 1,6 GHz                                             |
| Sistema operativo                  | Windows 11 o Windows 10                                                       |
| Memoria                            | 4 GB (64 bits), 2 GB (32 bits) de RAM                                         |
| Espacio en disco duro              | 4 GB de espacio disponible en disco                                           |
| Pantalla                           | Resolución de 1024 × 768                                                      |
| Gráficos                           | Tarjeta gráfica DirectX 10 para la aceleración de gráficos por hardware en PC |
| Requisitos adicionales del sistema | Acceso a Internet Cuenta Microsoft                                            |

## Versiones de Access
| Versión de Office            | Fecha de lanzamiento     | Comentarios |
| ---------------------------- | ------------------------ | --- |
| 04.3                         | 2 de junio de 1994       | Access 2.0. Última versión compatible con 16 bits; última versión para Windows 3.x, Windows NT 3.1 y 3.5.            |
| 07.0 (Microsoft Office 95)   | 30 de agosto de 1995     | Access 03.0. Coincide con el lanzamiento de Windows 95                                                               |
| 08.0 (Microsoft Office 97)   | 30 de diciembre de 1996  | Access 1997. Última versión para Windows NT 3.51.                                                                    |
| 09.0 (Microsoft Office 2000) | 27 de enero de 1999      | Access 2000. Última versión para Windows 95.                                                                         |
| 10.0 (Microsoft Office XP)   | 31 de mayo de 2001       | Access 2002. Última versión para Windows 98, Windows Me y Windows NT 4.0                                             |
| 11.0 (Microsoft Office 2002) | 17 de noviembre de 2003  | Access 2003. Última versión para Windows 2000                                                                        |
| 12.0 (Microsoft Office 2007) | 30 de enero de 2007      | Access 2007. Lanzado junto con Windows Vista, nueva interfaz gráfica de usuario, nuevos formatos de archivo OpenXML. |
| 14.0 (Microsoft Office 2010) | 15 de junio de 2010      | Access 2010. Distribuido en versiones de 32 y 64 bits. Última versión para Windows XP y Windows Vista.               |
| 15.0 (Microsoft Office 2013) | 26 de octubre de 2012    | Access 2013. Lanzado junto con Windows 8.                                                                            |
| 16.0 (Microsoft Office 2016) | 22 de septiembre de 2015 | Access 2016. Lanzado junto con Windows 10. Última versión para Windows 7 y Windows 8                                 |
| 17.0 (Microsoft Office 2019) | 24 de septiembre de 2019 | Access 2019. Solamente Windows 10.                                                                                   |
| 18.0 (Microsoft Office 2021) | 5 de octubre de 2021     | Access 2021. Lanzado junto con Windows 11                                                                            |